# Euroliga Femenina de Hockey Hierba 2020
La Euroliga Femenina de Hockey Hierba 2020 o EHL Femenina 2020 (en inglés: Euro Hockey League Women, EHL Women) debía ser la primera edición de esta competición, ya que se canceló definitivamente tras haberse pospuesto la fecha de su inicio, debido a la pandemia del COVID-19.
La Federación Europea de Hockey, dentro de su plan estratégico para impulsar la igualdad entre géneros, anunció el 21 de octubre de 2018 la creación de la EHL Femenina, a imagen y semejanza de la Euroliga Masculina de Hockey Hierba.
La EHL será la máxima competición europea entre clubes femeninos de hockey hierba, sucediendo como tal a la EuroHockey Club Champions Cup, establecida en 2010, que era, a su vez, continuadora de la primitiva Copa de Europa (European Club Championship) creada en 1974.

## Equipos participantes
Tomarán parte en el torneo 8 clubes, en representación de las 6 federaciones de la Federación Europea de Hockey con mejor ranking EHCC. Esta clasificación se elabora a partir de coeficientes según los resultados obtenidos por los representantes de cada federación en las competiciones europeas de clubes en las tres últimas temporadas. Para la EHL 2020 los cupos que designan los 8 representantes se reparten del siguiente modo:
- Países entre el 1º y 2º puesto del Ranking EHCC : 2 plazas (total 4 clubes)
- Países entre el 3º y 6º puesto del Ranking EHCC : 1 plaza (total 4 clubes)

| Plazas | País (ranking EHCC) | Equipos participantes                                  |
| 3      | 1. Países Bajos     | Amsterdamsche Hockey & Bandy Club, HC 's-Hertogenbosch |
| 3      | 2. Alemania         | Der Club an der Alster, Uhlenhorster HC                |
| 2      | 3. España           | Club de Campo Villa de Madrid                          |
| 2      | 4. Inglaterra       | Surbiton Hockey Club                                   |
| 2      | 5. Irlanda          | Pegasus Hockey Club                                    |
| 2      | 6. Bielorrusia      | HC Minsk                                               |

## Cuadro
|  | Final 8                | Final 8 |  |  | Final 4 | Final 4      |  |  | Final | Final |  |
|  |                        |         |  |  |         |              |  |  |       |       |  |
|  |                        |         |  |  |         |              |  |  |       |       |  |
|  | Amsterdam H&BC         |         |  |  |         |              |  |  |       |       |  |
|  |                        |         |  |  |         |              |  |  |       |       |  |
|  | HC Minsk               |         |  |  |         |              |  |  |       |       |  |
|  |                        |         |  |  |         |              |  |  |       |       |  |
|  |                        |         |  |  |         |              |  |  |       |       |  |
|  |                        |         |  |  |         |              |  |  |       |       |  |
|  | Uhlenhorster HC        |         |  |  |         |              |  |  |       |       |  |
|  |                        |         |  |  |         |              |  |  |       |       |  |
|  | HC 's-Hertogenbosch    |         |  |  |         |              |  |  |       |       |  |
|  |                        |         |  |  |         |              |  |  |       |       |  |
|  |                        |         |  |  |         |              |  |  |       |       |  |
|  |                        |         |  |  |         |              |  |  |       |       |  |
|  | Der Club an der Alster |         |  |  |         |              |  |  |       |       |  |
|  |                        |         |  |  |         |              |  |  |       |       |  |
|  | Surbiton HC            |         |  |  |         |              |  |  |       |       |  |
|  |                        |         |  |  |         | Tercer lugar |  |  |       |       |  |
|  |                        |         |  |  |         |              |  |  |       |       |  |
|  |                        |         |  |  |         |              |  |  |       |       |  |
|  | Pegasus HC             |         |  |  |         |              |  |  |       |       |  |
|  |                        |         |  |  |         |              |  |  |       |       |  |
|  | Club de Campo          |         |  |  |         |              |  |  |       |       |  |
|  |                        |         |  |  |         |              |  |  |       |       |  |
|  |                        |         |  |  |         |              |  |  |       |       |  |